# Onciale 0205
- Papyrus
- Onciale
- Minuscules
- Lectionnaire

Le Codex 0205, portant le numéro de référence 0205 (Gregory-Aland), est un manuscrit du Nouveau Testament sur parchemin écrit en écriture grecque et copte onciale.

## Description
Le codex se compose de deux folios. Il est écrit en deux colonnes, de 35 lignes par colonne. Les dimensions du manuscrit sont 32 x 22,5 cm,. Les paléographes datent ce manuscrit du VIIIe siècle.
C'est un manuscrit contenant le texte incomplet de l'Épître à Tite (2,15b-3,7). 
Le texte du codex représenté type alexandrin. Kurt Aland le classe en Catégorie II.
Le manuscrit a été examiné par J. K. Elliott.
Lieu de conservation
Il est conservé à la Bibliothèque de l'Université de Cambridge (Or. 1699) à Cambridge,.